# Callibaetis skokiana
Callibaetis skokiana is een haft uit de familie Baetidae. De wetenschappelijke naam van de soort is voor het eerst geldig gepubliceerd in 1903 door Needham.
De soort komt voor in het Nearctisch gebied.